# Poieni-Solca
Poieni-Solca is een Roemeense gemeente in het district Suceava.
Poieni-Solca telt 2046 inwoners.